# Elena Udrea
Pour les articles homonymes, voir Udrea.
Elena Gabriela Udrea, née le 26 décembre 1973 à Buzău, est une femme politique roumaine. 
Ministre du Tourisme sous la présidence de Traian Băsescu, dont elle est une proche, elle se présente avec le soutien de celui-ci à l'élection présidentielle de 2014, où elle obtient 5,20 % des voix au premier tour.
Elle préside le Parti Mouvement populaire (PMP) à partir de 2014, mais doit démissionner l'année suivante en raison de son implication dans une affaire de corruption.

## Biographie

### Formation
Après avoir achevé ses études secondaires à Buzău, elle suit des études supérieures de droit à l'université chrétienne Dimitrie Cantemir. À l'issue de son cursus, elle devient ensuite avocate et ouvre son cabinet en 1997.
En 2005, elle soutient une thèse en science militaire à l'université nationale de défense de Bucarest.

### Vie privée
Elle est mariée à l'homme d'affaires Dorin Cocoş de 2003 à 2013.

### Débuts en politique
En 2002, elle est recrutée comme conseillère juridique par le Parti social-démocrate (PSD), alors au pouvoir.
Elle adhère deux ans plus tard au Parti national libéral (PNL) et se présente aux élections municipales de 2004 à Bucarest, à l'issue desquelles elle est élue au conseil municipal de la capitale roumaine.

### Collaboratrice de Traian Băsescu

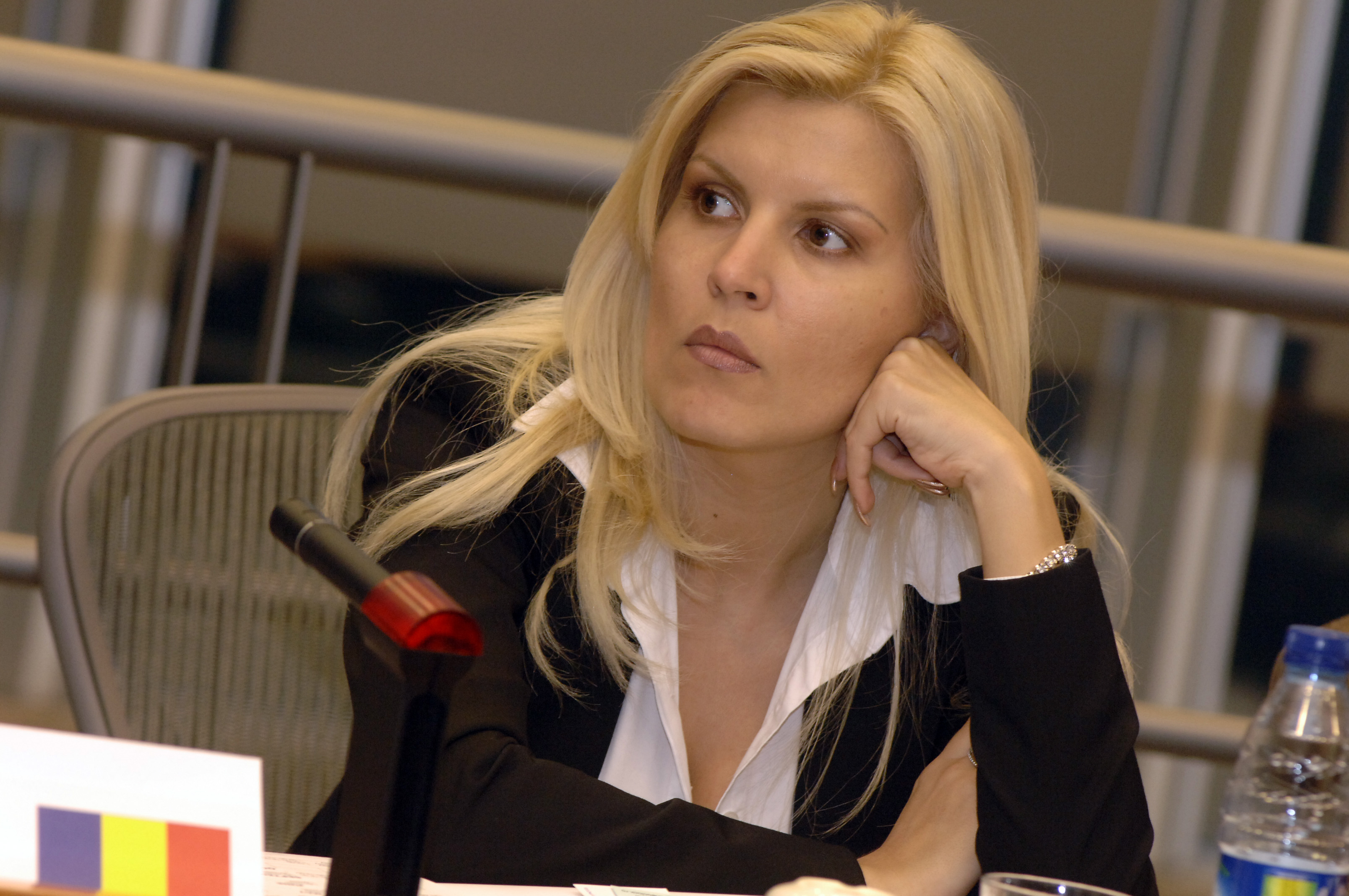
Elena Udrea en 2006.

En 2005, elle démissionne de son mandat municipal et quitte le PNL afin de prendre le poste de directrice de l'administration présidentielle, sous l'autorité du président Traian Băsescu.
Après seulement quelques mois, elle est contrainte de renoncer à son poste, en raison de sa mise en cause, avec son mari, dans une possible affaire de corruption concernant un homme proche d'Adrian Năstase, ancien Premier ministre social-démocrate battu par Băsescu à la présidentielle de fin 2004.
Elle rejoint le Parti démocrate (PD), dont est issu le chef de l'État, en 2006. Elle est nommée secrétaire exécutive et conserve cette responsabilité lorsque le PD et le Parti libéral-démocrate (PLD) fusionnent en 2007 pour constituer le Parti démocrate-libéral (PDL).

### Ministre des gouvernements Boc

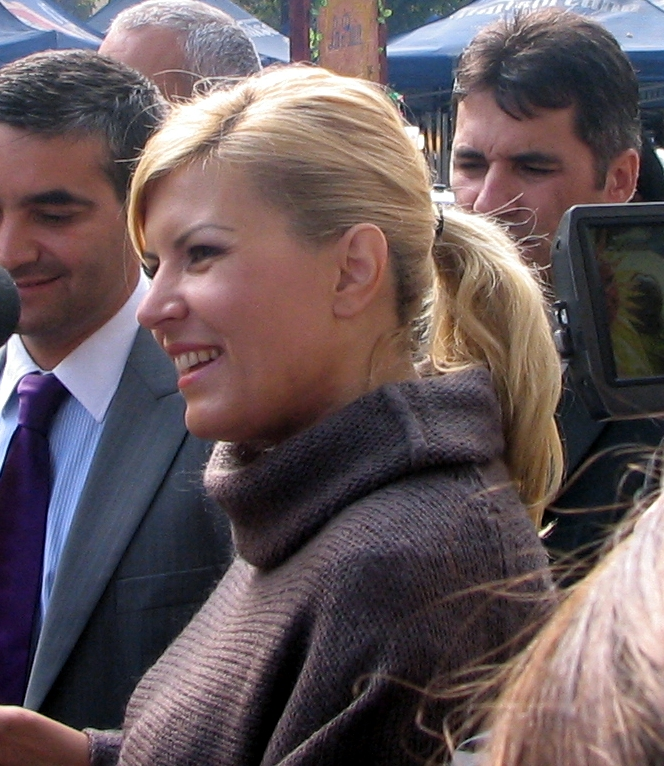
Elena Udrea en 2009.

À l'occasion des élections législatives du 30 novembre 2008, elle est élue à la Chambre des députés dans une circonscription uninominale de Bucarest. Le 22 décembre suivant, elle est nommée ministre du Tourisme dans le gouvernement de grande coalition du Premier ministre démocrate-libéral Emil Boc. À la suite du départ des sociaux-démocrates de la majorité, elle est chargée de la direction par intérim du ministère de l'Environnement le 2 octobre 2009.
Après quasiment trois mois d'imbroglio politique, Emil Boc parvient à rebâtir une alliance parlementaire majoritaire : le 23 décembre 2009, elle devient ministre du Développement régional et du Tourisme. L'année suivante, elle est désignée présidente de la fédération PDL de Bucarest, puis vice-présidente du parti en 2011.
Le gouvernement finit par chuter le 6 février 2012 et, bien que le nouveau Premier ministre, Mihai Răzvan Ungureanu, s'appuie sur la même majorité parlementaire, elle quitte son ministère au profit de Cristian Petrescu, également issu du PDL. 

### Opposition et présidente du PMP
Elle doit abandonner ses responsabilités dans l'appareil du PDL à la suite de la déroute subie par les démocrates-libéraux aux élections municipales de juin 2012 ; dans la capitale, le PDL reste ainsi quarante points derrière l'alliance entre le PSD et le PNL, qui remporte la majorité absolue dès le premier tour. Elle est réélue députée sous les couleurs de l'Alliance de la Roumanie droite (ARD) aux élections législatives du 9 décembre 2012.
Le 12 février 2013, elle annonce sa candidature à la présidence du PDL en vue de la prochaine convention nationale. Elle reçoit le soutien implicite du président Băsescu, très critique envers son principal concurrent, Vasile Blaga. Le 13 mars suivant, jour du vote, la victoire revient à Vasile Blaga, qui totalise 2 344 voix, contre 2 014 suffrages pour Elena Udrea et 209 pour l'ancienne ministre de la Justice Monica Macovei. Bien qu'Elena Udrea ait protesté auprès de la commission électorale du PDL, celle-ci confirme la victoire de son principal concurrent.
Elle décide alors de quitter le PDL et rejoint, le 30 janvier 2014, le Parti Mouvement populaire (PMP), avec une dizaine d'autres députés « pro-Băsescu ». Elena Udrea est élue présidente du PMP le 7 juin suivant, par 742 voix sur 950 exprimées. Très médiatisée et parfois appelée « la blonde du président » en raison d'une rumeur faisant état d'une liaison avec Traian Băsescu, elle fait alors partie des personnalités politiques les plus populaires de Roumanie.

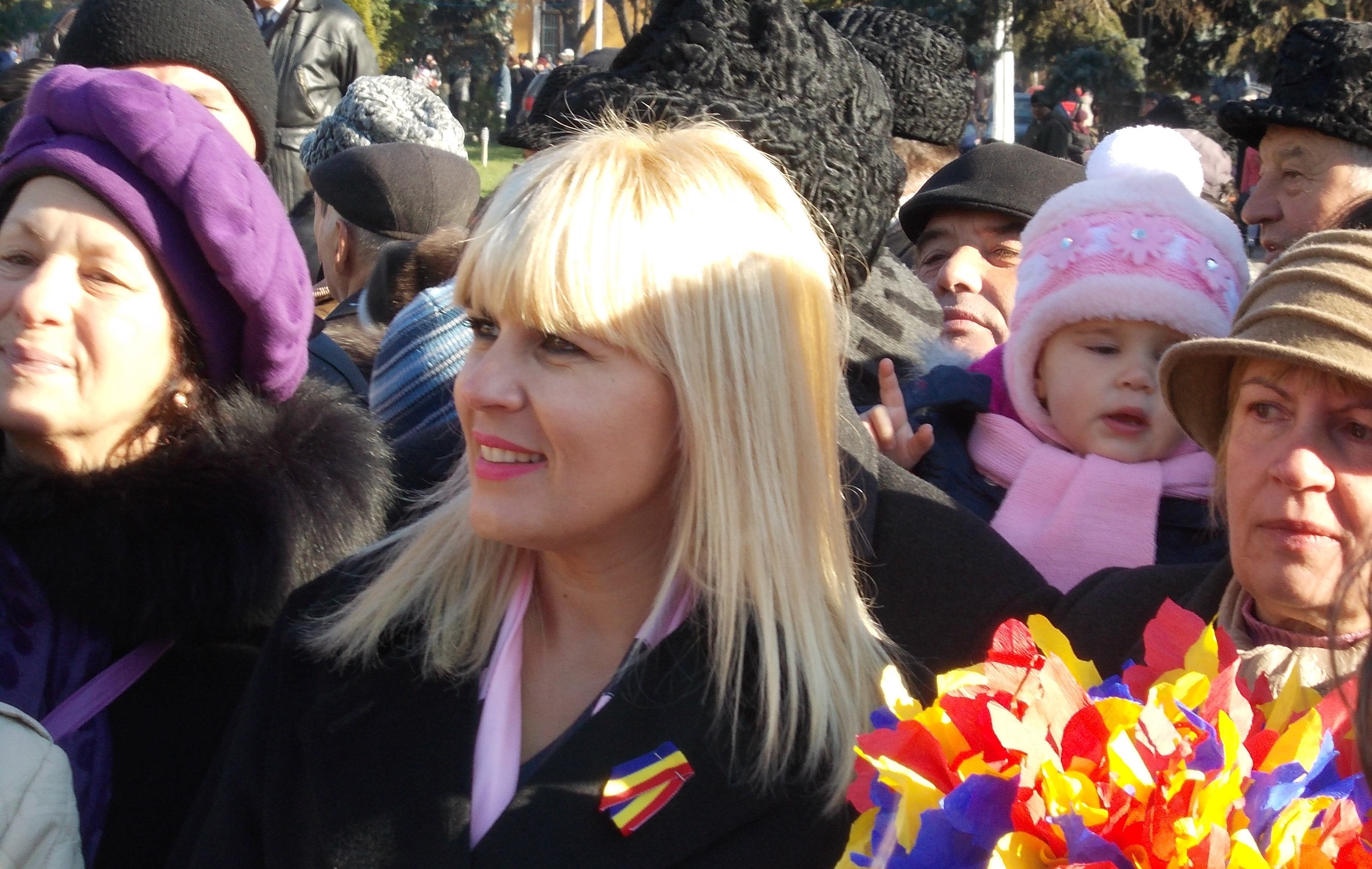
Elena Udrea en 2013.

Deux mois plus tard, en août 2014, elle devient la candidate du PMP à l'élection présidentielle de novembre à la suite du départ du parti du candidat initialement choisi, Cristian Diaconescu. Soutenue par Traian Băsescu, elle arrive en quatrième position du premier tour avec 5,20 % des voix. En vue du second tour, elle appelle implicitement à voter pour Klaus Iohannis, qui remporte l'élection présidentielle face à Victor Ponta.
Comme d'autres anciens ministres, elle est mise en cause et interrogée par la Direction nationale anticorruption dans une affaire de contrats avec Microsoft, ce qui la conduit à quitter la présidence du PMP en janvier 2015. Elle se présente sans succès en tant qu'indépendante aux élections législatives de 2016.

### Démêlés judiciaires
Dans le cadre de l'affaire Microsoft, son immunité parlementaire est levée en février 2015 : elle est aussitôt placée en garde à vue pour trafic d'influence et blanchiment d'argent,.
Elle est impliquée dans une seconde affaire, qui concerne des pots-de-vin versés lors d'un événement de gala donné en l'honneur du boxeur Lucian Bute en 2011. Dans ce dossier, elle est condamnée en mars 2017 à six ans de prison pour corruption et abus de pouvoir ; elle interjette appel de la décision.